# Morgen sind wir frei
Morgen sind wir frei ist ein historisches Filmdrama von Hossein Pourseifi aus dem Jahr 2019.

## Handlung
Als im Jahr 1979 die Islamische Revolution im Iran ausbricht, folgt die ostdeutsche Chemikerin Beate ihrem persischen Ehemann Omid, einem seit zwölf Jahren in der DDR lebenden iranischen Dissidenten, in seine Heimat. Nach der Flucht des Schahs hofft er, dort frei leben und einen Neubeginn wagen zu können. Für Beate, die bislang nicht promovieren durfte, gebe es sogar die Aussicht auf eine Promotion. Nach der anfänglichen Aufbruchstimmung wird das Leben für Beate und die gemeinsame achtjährige Tochter Sarah jedoch zur Hölle, als Willkür, Gewalt und religiöse Doktrinen das Land erfassen. Omid, der nun als Chefredakteur einer Zeitung arbeitet, glaubt trotz Einschränkungen der Pressefreiheit zunächst noch an eine positive Entwicklung der politischen Verhältnisse im Iran. Erst der beginnende Krieg mit dem Irak sorgt auch bei ihm für ein Umdenken, und er beginnt, das iranische Regime in seiner Zeitung anonym zu kritisieren. Als die Lage so gefährlich wird, dass Omid Beate um die Flucht zurück in die DDR bittet, stellt sich heraus, dass zwar Beate ausreisen dürfte, nicht jedoch Sarah. Letztlich darf auch Sarah mit ihrer Mutter ausreisen unter dem Vorwand, die Großeltern in Deutschland besuchen zu wollen. Omid wird verhaftet und im Gefängnis zum Verhör geführt. Der Film endet mit Texteinblendungen, die darauf hinweisen, dass nach Kriegsende in einem Industriegebiet 4000 politische Gefangene auf Befehl Khomenis hingerichtet wurden, mutmaßlich auch Omid.

## Produktion
Regie führte Hossein Pourseifi, der auch das Drehbuch schrieb, das auf wahren Begebenheiten beruht. Der im Alter von neun Jahren vom Iran nach Deutschland übergesiedelte Pourseifi verbrachte sieben Jahre in den USA, wo er Ingenieurwissenschaften und Technische Kommunikation studierte. 2011 war er Teilnehmer am Berlinale Talent Campus und realisierte hiernach 2012/13 als Absolvent des ifs-Autorenprogramms das Melodram Traum vom Ozean.
Der Film erhielt eine Produktionsförderung von der Film- und Medienstiftung NRW in Höhe von 450.000 Euro und von der Filmförderung Hamburg Schleswig-Holstein in Höhe von 180.000 Euro nebst einer Verleihförderung von 50.000 Euro. Der Deutsche Filmförderfonds förderte das Projekt mit 257.000 Euro.
Die Dreharbeiten fanden von 20. September bis Anfang November 2017 in Köln und in Spanien statt.
Ende September, Anfang Oktober 2019 wurde er beim Filmfest Hamburg gezeigt. Im Oktober 2019 wurde er beim Film Festival Cologne vorgestellt.

## Rezeption
Raimund Gerz von epd Film erklärt, der Film bewege sich fast ausschließlich im familiären Kontext, wobei die revolutionären Ereignisse anhand dokumentarischen Materials umrissen werden. Durch die Personalisierung der Konflikte gelinge es Hossein Pourseifi, die Spannung bis zum Ende hochzuhalten, so Gerz weiter: „Diese Typisierung lässt den Film aber auch zu einer Art politischem Lehrstück werden, in dem die Personen exemplarisch für bestimmte weltanschauliche Positionen stehen: für das Bild einer selbstbestimmten Frau wie Beate, für taktischen Opportunismus wie Omids Genossen, für einen kompromisslosen Freiheitskampf wie die junge Studentin, die dafür auf offener Straße ermordet wird, oder für eine menschenverachtende Diktatur wie die Schergen des Regimes.“ Die Individualität der Personen komme dabei allerdings ein wenig zu kurz, ebenso die Aufklärung über die historischen Hintergründe.
Die Deutsche Film- und Medienbewertung versah Morgen sind wir frei mit dem Prädikat besonders wertvoll. In der Begründung heißt es, der dicht und spannend konzipierte Film glänze mit einer sehr stringenten Entwicklung der Frauenfigur, wobei sich die Erzählperspektive an die weibliche Protagonistin halte, aber für mehrere Ansätze offen bleibe. Morgen sind wir frei sei ein wichtiger Film in einer Zeit, die sich schwer damit tut, einen nüchternen Blick auf die fließenden Grenzen zwischen Ideologie und Religion zu werfen.

## Auszeichnungen
Fernsehfilmfestival Baden-Baden 2020
- Gewinner MFG-Star Regiepreis (Hossein Pourseifi)[12]

Filmfest Hamburg 2019
- Nominierung für den Art Cinema Award (Hossein Pourseifi)[13]

Tallinn Black Nights Film Festival 2019
- Nominierung im First Feature Competition (Hossein Pourseifi)[14]